# Fanghi attivi

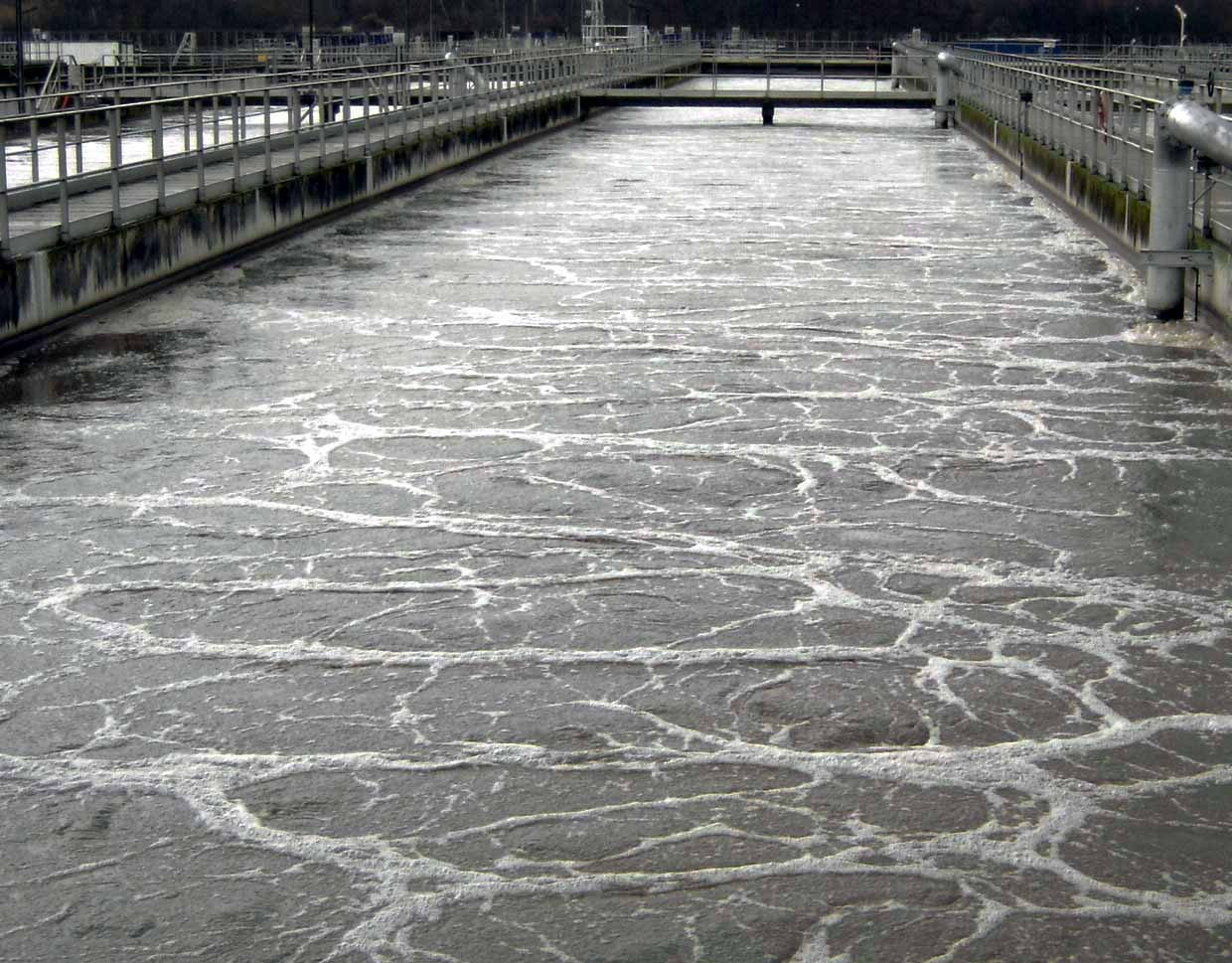
Impianto a fanghi attivati con microbolle.

I fanghi attivi (o fanghi attivati) sono una sospensione in acqua di biomassa attiva (batteri saprofiti, protozoi, amebe, rotiferi e altri microrganismi), solitamente sotto forma di fiocchi.

Tali fanghi sono alla base dei sistemi di ossidazione biologica a fanghi attivi, che sono i più diffusi nei tradizionali impianti di depurazione o meglio impianti di trattamento delle acque reflue.

Il ruolo di questa biomassa (presente soprattutto sotto forma di fiocchi sedimentabili costituiti da materia organica e dalle colonie di batteri che di essa si nutrono) nel processo depurativo è quello di utilizzare le sostanze organiche biodegradabili presenti nel refluo, degradandole a composti più piccoli e meno pericolosi che in parte vengono utilizzati dai microrganismi stessi per il proprio nutrimento e la riproduzione.

## Sistemi di ossidazione biologica
I sistemi di ossidazione biologica si suddividono in due categorie principali:
- i sistemi a biomassa sospesa, come quello a fanghi attivi, caratterizzati dalla presenza di fiocchi liberi di muoversi all'interno della massa liquida;
- i sistemi a biomassa adesa, nei quali la biomassa batterica cresce restando adesa a una superficie.

Questi ultimi sistemi si suddividono ulteriormente in:
- sistemi a supporti fissi attraverso i quali il liquame scorre, categoria di cui fan parte i letti percolatori;
- sistemi a supporti mobili, come i sistemi a dischi biologici, dove il supporto si muove semi-immerso nel liquame.

I sistemi a biomassa adesa non hanno bisogno del ricircolo dei fanghi per garantire l'idonea concentrazione di fanghi attivi nel bioreattore.

## Principi base dell'ossidazione biologica
I due tradizionali sistemi di trattamento biologico dell'effluente delle vasche di sedimentazione primaria sono:
- sistemi a fanghi attivati;
- letti percolatori.

Questi si basano sulla riproduzione di fenomeni biochimici naturali e la tecnica relativa consiste essenzialmente nel creare le condizioni necessarie affinché tali processi naturali possano compiersi in uno spazio limitato e in un periodo di tempo molto più breve anziché, come avviene in natura, estensivamente.
Così nei sistemi a fanghi attivati si riproduce in limitato spazio il processo di trasformazione delle sostanze organiche che avviene naturalmente nei corsi d'acqua, nel mare nei laghi, ecc., mentre nei letti percolatori si compiono processi di trasformazione dei liquami del tutto simili a quelli che si verificano in un terreno naturale, ma, a parità di liquame trattato in uno spazio molto minore.
Infatti in un terreno naturale, anche se molto poroso e ben drenato, e nei corsi d'acqua e similari, la quantità di aria disponibile per la massa batterica che elabora e trasforma la materia organica, è relativamente scarsa.
Invece i suddetti sistemi sono realizzati in modo da rendere possibile, mediante un razionale e abbondante afflusso d'aria, un elevato sviluppo di microrganismi aerobi capaci di compiere la detta trasformazione in uno spazio assai minore e in un tempo ridotto.
Il risultato della trasformazione, naturale o artificiale, è pressoché identico, qualunque sia il mezzo impiegato per ottenerlo, percolatori, terreno naturale, fanghi attivati, diluizione in corsi d'acqua o mare.
Pertanto i trattamenti di ossidazione biologica possono essere considerati come degli ecosistemi artificiali in condizioni estreme.

## Trattamento biologico a fanghi attivi
Nel trattamento biologico a fanghi attivi si realizza nelle vasche un sistema dinamico aerobico controllato, che riproduce in ambiente artificiale gli stessi meccanismi biologici che avvengono in natura (ad esempio lungo il corso di un fiume) per la depurazione delle acque inquinate da sostanze organiche biodegradabili. Infatti, mescolando uno scarico da depurare con dei fanghi attivi in cui è presente un'alta concentrazione microbica aerobica preformata, si ha lo stesso processo di autodepurazione che avviene in natura, ma con una velocità delle reazioni accelerata e uno spazio occupato minore.
Il vantaggio del trattamento a fanghi attivi rispetto alla depurazione naturale è che la flora microbica utilizzata per trattare le acque di scarico, anziché rimanere dispersa nell'effluente trattato, tende ad agglomerarsi formando dei fiocchi (materia organica e batteri) che, se posti in condizioni di quiete, tendono a sedimentare e possono essere separati con facilità dai liquami chiarificati che rimangono in superficie (surnatante).

Ulteriori trattamenti, oltre all'ossidazione biologica, consentono anche l'abbattimento di sostanze azotate e fosfati.

Pertanto, la materia organica presente nel refluo viene in parte mineralizzata con formazione dei prodotti gassosi del catabolismo batterico nelle vasche di ossidazione biologica, un'altra parte, va a costituire il fango che è fortemente putrescibile e il quale, prima del suo smaltimento deve subire una serie di interventi che vanno a costituire la linea fanghi degli impianti di depurazione.

## Metodi di aerazione

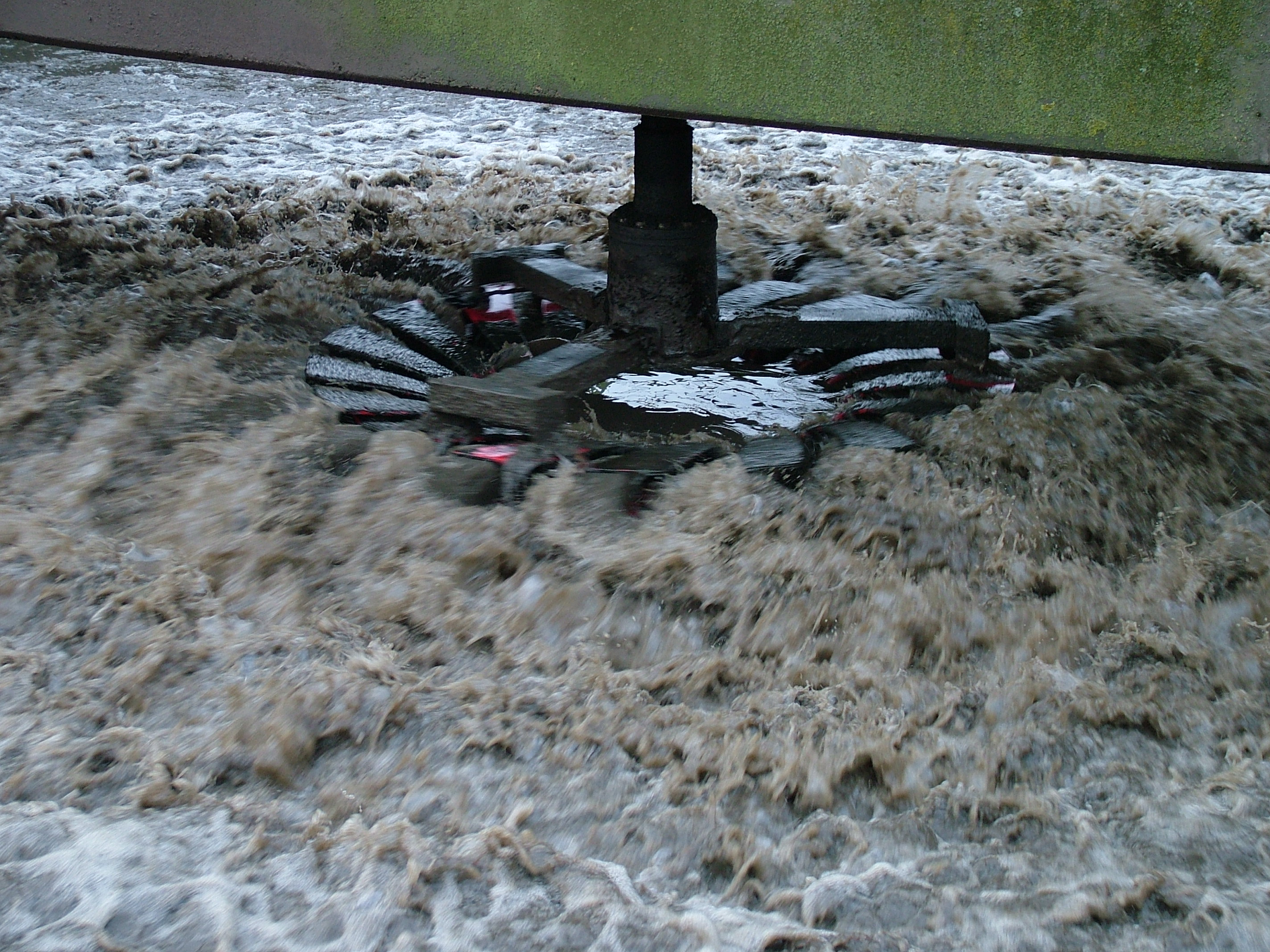
Agitatori meccanici

L'aerazione dei liquami può essere effettuata con:
- metodi ad aerazione meccanica
- metodi ad insufflamento d'aria compressa
- metodi a insufflamento di O2

Nel primo metodo l'aerazione si ottiene frammentando l'acqua in minutissime goccioline che vengono spruzzate nell'atmosfera, dove assorbono O2 dall'aria per poi ricadere dentro la massa liquida.

Il metodo meccanico tradizionale è quello Kessener, in cui l'agitazione è prodotta in corrispondenza della superficie della vasca per mezzo di uno spazzolone cilindrico o di lamine fissate a un asse longitudinale girevole situato lungo un lato, mentre dal lato opposto è situato un deflettore, in modo che il liquame è costretto a girare in modo continuo intorno alla vasca.
 Abbastanza diffuso è il metodo di aerazione meccanica per mezzo di turbine (preferibili quelle ad alto numero di giri), che ruotano orizzontalmente, immerse a 5–15 cm di profondità.

Nei metodi ad insufflamento d'aria compressa, di solito migliori dei primi, l'ampliamento della superficie di contatto gas-acqua si ottiene mediante l'introduzione nella massa liquida, a una opportuna profondità, di bollicine d'aria. Il rapporto percentuale tra il peso di O2 assorbito dall'acqua nell'unità di tempo e quello fornito si chiama efficacia di aerazione (E).

Tale valore è funzione del diametro delle bolle.
I sistemi a bolle minute rendono più facile la dissoluzione di O2 nell'acqua (E elevato) ma hanno un basso potere rimescolante del miscuglio fango-liquame, quelli a bolle grossolane hanno i vantaggi inversi e inoltre risultano più economici. Comunque si ha una prevalenza nell'utilizzo dei metodi a bolle minute rispetto a quelli a bolle grossolane.
Di regola le bolle vengono immesse nella vasca attraverso dei diffusori posti sul fondo della stessa.

Nel terzo metodo, molto costoso ma molto efficace, viene utilizzato direttamente O2 stipato in serbatoi allo stato liquido che viene erogato allo stato gassoso mediante insufflatori posti, di solito, sul fondo della vasca di ossidazione. Questo sistema non è utilizzato durante il normale funzionamento dell'impianto, ma solo in casi di emergenza, per esempio per ossigenare velocemente la vasca ed evitare la morte dei microrganismi presenti in caso di un drastico abbassamento di O2.

È fondamentale ottenere un'ossigenazione della vasca uniforme, evitando di lasciare zone anossiche e cercando con questo metodo di ottenere, possibilmente, un ottimale mescolamento del fango attivo.

## Processo
Il refluo, proveniente dal pretrattamento ed eventuale prima sedimentazione, è convogliato in grandi vasche, aerate o per insufflazione d'aria o per agitazione da parte di turbine, dove si ha prevalentemente l'abbattimento delle sostanze carboniose.

Il sistema sfrutta due fenomeni:
- La bioflocculazione è la formazione di fiocchi gelatinosi di pochi mm di materiale organico presente in sospensione. L'aggregazione di questi flocculi è probabilmente favorita dalla carica elettrica superficiale delle molecole organiche molte delle quali di natura colloidale e dalla presenza di forme batteriche filamentose (come Spheromixya sp., Micotrix sp.) che costituiscono una vera e propria armatura interna dalla quale dipende la coesione del flocculo. Le forme batteriche presenti sono varie e selezionate di volta in volta a seconda del tipo di refluo e di condizioni globali presenti nella vasca; la biomassa attiva nel flocculo varia dal 10 al 40% sul totale di materia secca. I flocculi se ben formati sedimentano e vanno a formare il fango attivo che si deposita sul fondo e viene posto in ricircolo consentendo una progressiva degradazione della sostanza organica in esso presente.
- La biodegradazione della materia solubilizzata, da parte dei batteri aerobi di popolazioni eterogenee, porta alla formazione di CO2, H2O, NH4+, NO2-, NO3- e altre molecole.

I batteri sono selezionati dalle condizioni globali, così che in ambienti ad alta concentrazione di proteine avremo generi di Alcaligens, Flavobacterium, Bacillus, in ambienti ricchi di carboidrati troveremo Pseudomonas, e a basse concentrazioni di O2 e sostanze organiche avremo Nitrosomonas e Nitrobacter.
Parte della degradazione si verifica nel fango attivo dove si ha una demolizione catalitica operata da esoenzimi su molecole organiche polimeriche a cui segue un loro utilizzo a fini energetici.
La necessità di mantenere entrambi i due fenomeni impone un compromesso alla turbolenza interna del refluo che consenta da un lato la formazione dei flocculi e dall'altro un'adeguata ossigenazione dell'acqua per favorire il metabolismo aerobio. In pratica, bisogna cercare il più possibile di ossigenare la vasca di ossidazione cercando, però, allo stesso tempo di non distruggere i fiocchi di fango e i microorganismi presenti al loro interno.
Il dimensionamento dell'impianto di trattamento delle acque reflue va basato su:
- carico idraulico entrante
- carico organico
- efficienza che si vuole ottenere
- caratteristiche di biodegradabilità del liquame
- caratteristiche del fango attivo

Secondo il carico organico è possibile distinguere impianti ad alto carico (alto BOD, alta produzione di fanghi, rendimento 80%, tempo 3 h) medio, basso e ossidazione totale (altissimo BOD, produzione di fanghi nulla, rendimento ~100%, tempo > 40 h).
Diventa importante nel processo di depurazione il concetto di carico del fango (CF): un parametro dimensionale che incorpora i concetti di biodegradabilità e efficienza di depurazione: “quantità di massa organica che si può introdurre giornalmente, riferita alla massa di fango attivo, senza peggiorare l'efficienza di depurazione”. È possibile usare grafici sperimentali che correlano il CF con la capacità di depurazione; la quantità di fanghi in ricircolo dipende dal bilancio complessivo fra solidi del fango in ingresso e in uscita dalla vasca di aerazione.
Il fango indicato come MLSS (kg di solidi sedimentabili/m3 di refluo) viene misurato come SVI o indice di volume del fango ed espresso come volume occupato da un grammo di MLSS in coni Imhoff dopo 30 minuti di sedimentazione; la sedimentazione è ottimale quando lo SVI è di 50-150 mL/g.
Con i successivi ricircoli il fango tende a maturare progressivamente ovvero contiene sempre meno sostanze organiche complesse, e sempre più sostanze organiche semplici. L'età del fango è un altro parametro ed è legato al carico del fango, al tempo di permanenza dei batteri (giorni), alla biomassa in crescita.

## Possibili problematiche
Pur essendo una tecnica depurativa consolidata, non è raro che gli impianti a fanghi attivi abbiano un funzionamento non soddisfacente a causa di fenomeni provocati da un vero e proprio comportamento patologico dei fanghi. Le alterazioni che possono manifestarsi a carico del fango attivo implicano problemi di separazione tra fase liquida e solida:
- Crescita dispersa: i batteri non aderiscono più gli uni agli altri e la bioflocculazione è impedita;
- Bulking viscoso: i batteri producono elevate quantità di materiale extracellulare e danno origine a fiocchi di aspetto gelatinoso che trattengono notevoli quantità di acqua;
- Fiocchi pin point: i fiocchi sono di dimensioni molto ridotte e producono un effluente torbido; i batteri filamentosi sono praticamente assenti;
- Rising: risalita e galleggiamento del fango dovuto alla denitrificazione che avviene nel fondo del sedimentatore secondario;
- Foaming: schiume biologiche che si formano sia sulla superficie del sedimentatore sia nei bacini di aerazione.

Il deterioramento del processo depurativo è influenzato da molteplici fattori, come ad esempio la scarsa ossigenazione, la presenza di scarichi industriali tossici, le eccessive variazioni di carico organico, la carenza di nutrienti, le repentine variazioni di temperatura e pH, la presenza di solfuri.
Per ottenere una buona conduzione e mantenere un certo rendimento di depurazione con certe caratteristiche dell'effluente finale è necessario effettuare, oltre al rilevamento periodico di alcuni parametri analitici tipo la riduzione del COD, del BOD, dei solidi sospesi, ecc., anche controlli e regolazioni in continuo in vari punti dell'impianto.